# Ивајло Андонов
Ивајло Викторов Андонов (буг. Ивайло Викторов Андонов; Благоевград, 14. август 1967) је бивши бугарски фудбалер. Играо је на позицији нападача.

## Успеси
ЦСКА Софија
- Прва лига Бугарске (2) : 1991/92, 1996/97.[3]
- Куп Бугарске (2) : 1992/93, 1996/96.[3]